# For an Angel
«For an Angel» (рус. «Для ангела») — композиция 1998 года немецкого диджея Пола ван Дайка. Это его самая известная песня, впервые выпущенная в 1994 году как трек на альбоме 45 RPM на лейбле MFS Records. Позже она была переделана и перевыпущена в 1998 году как «E-Werk Remix» на Deviant Records, в знак уважения к клубу E-Werk, где Пол был резидентом. Песня появилась в чартах по всему миру, достигнув #28 в UK Singles Chart и #26 в Irish Singles Chart. В 2009 году Пол ван Дайк перевыпустил трек под названием «For An Angel '09».
На данную композицию существуют 3 видеоклипа:
- Первый снимался в 1994 году на курорте Ривьера Майя в Мексике. Доступно на альбоме Global;
- Второй — в 1998 году, с использованием съёмки с Парада любви в Берлине;
- Третий — в 2009 году, снятый на выставках в Лос-Анджелесе и Берлине.

## Список композиций
- 12" single (UK Release)

1. «For an Angel» (PvD E-Werk Club Mix) — (7:43)
2. «For an Angel» (Way Out West Mix) — (5:48)
3. «For an Angel» (Terry Lee Brown Jnr Mix) — (6:28)

## Чарты
| Чарт (1998)               | Пик |
| ------------------------- | --- |
| Eurochart Hot 100 Singles | 74  |
| German Singles Chart      | 44  |
| UK Singles Chart          | 28  |